# Zygodon inermis
Zygodon inermis là một loài rêu trong họ Orthotrichaceae. Loài này được Malta mô tả khoa học đầu tiên năm 1926.